# Hape Holding
Die Hape (Hapé) Holding AG ist ein deutsch-schweizerischer Spielwarenhersteller, ansässig in Stansstad, Schweiz. Bekannt ist Hape vor allem für seine Holzspielzeuge und pädagogischen Spielmaterialien. Nachwachsende Rohstoffe, wie Holz und Bambus, spielen eine zentrale Rolle im Sortiment.

## Standorte und Beteiligungen
Zur Hape Holding gehören 36 Unternehmen in 14 Ländern. Niederlassungen befinden sich in Deutschland, China, Italien, Frankreich, England, Kanada, USA, Rumänien, Japan und der Schweiz. Die Produktionsstätten sind in Ningbo (China), Jelgava (Lettland), Avrig (Rumänien), Donauwörth (Deutschland) und Eppendorf (Deutschland). Der Firmenname entstand 1986 aus den Anfangsbuchstaben des Gründers Peter Handstein. Der Hauptsitz war von 2017 bis 2021 in Luzern, bevor er nach Stansstad wechselte.
Neben der Stammmarke Hape gehören noch die Marken Käthe Kruse (benannt nach der Schauspielerin Käthe Kruse), Senger Naturwelt, Poly-M und George Luck zum Markenportfolio der Holding. Zusätzlich zum Markengeschäft hat die Hape Holding AG sich strategisch an diversen Unternehmen im Bereich Einzelhandel und Distribution beteiligt.

## Unternehmensgeschichte
Peter Handstein wuchs in einer ländlich gelegenen Gemeinde in Hessen auf. Sein beruflicher Werdegang begann im elterlichen Betrieb, wo er der Familientradition folgte und den Beruf des Schmieds erlernte. Seine ersten Erfahrungen mit Spielwaren machte er als Vertreter einer Firma für Lernspielzeug in deutschen Kindergärten. 1986 gründete er die Firma Hape Kiga Service Groß-Eichen, die sich mit der Ausstattung von Kindergärten beschäftigt. Anfang der 1990er Jahre arbeiteten bereits über 100 Vertreter für ihn und er erwarb die Firmen Beleduc und Spiele Gut (später „Spielquelle“ und heute „Spielwelle“).
Die Firmengröße von Hape stieg in den Folgejahren deutlich an. 1995 wurde eine neue Fabrikanlage in Ningbo, China gebaut, die zu den ersten WFOE-Unternehmen (Wholly Foreign-Owned Enterprise) gehörte. Fasziniert von den Bambusplantagen, die Handsteins neue Wahlheimat umgaben, ermunterte er seine Designer, mit diesem schnell nachwachsenden Rohstoff zu experimentieren. Diese Initiative führte zu einem Bündnis mit der UNESCO und 2005 zum ersten umfassenden Spielwarensortiment aus Bambus. Mittlerweile sind Bambusspielzeuge fester Bestandteil der Hape-Kollektion. 2013 erfolgte die Übernahme von Käthe Kruse.
Hape ist ein multinationales Unternehmen, das seine Spielwaren in über 60 Ländern vertreibt. Im Laufe der Jahre wurden die Produktlinien von Holz- und Bambusspielzeug um klassische Puppen, Plüschtiere und Lizenzprodukte erweitert. Seit Firmengründung wurden 143 Millionen Spielzeuge verkauft.

## Produkte
Das Produktsortiment umfasst über 4000 Artikel. Das Sortiment ist in fünf Altersgruppen unterteilt: ab 0 Monaten, ab 12 Monaten, ab 18 Monaten, ab 3 Jahren und ab 6 Jahren.